# Ismaili Heritage Series
Ismaili Heritage Series („Ismailitisches Erbe, Buchreihe“) ist eine seit 1996 erscheinende Buchreihe. Sie hat zum Ziel, die jüngeren Fortschritte in den Forschungen zum Ismailismus mit seinem reichen intellektuellen und kulturellen Erbe sowie Aspekte seiner jüngeren Geschichte und seiner Errungenschaften einem breiten Lesepublikum zugänglich zu machen. Sie wird von I. B. Tauris Publishers zusammen mit dem Institute of Ismaili Studies in London herausgegeben.
Die Bände stammen von führenden Fachvertretern der Ismailismus-Forschung. Zu den Verfassern zählen Paul E. Walker, Heinz Halm, Alice C.Hunsberger, Farouk Mitha, Ali Asani, Nadia Eboo Jamal, Verena Klemm, Peter Willey, Sumaiya Hamdani und Farhad Daftary.
Bisher umfasst die Reihe dreizehn Bände.
- 1. Paul E. Walker: Abu Ya‘qub al-Sijistani: Intellectual Missionary
- 2. Heinz Halm: The Fatimids and their Traditions of Learning.
- 3. Paul E. Walker: Hamid al-Din al-Kirmani: Ismaili Thought in the Age of al-Hakim
- 4. Alice C. Hunsberger: Nasir Khusraw, The Ruby of Badakhshan: A Portrait of the Persian Poet, Traveller and Philosopher:
- 5. Farouk Mitha: Al-Ghazali and the Ismailis: A Debate on Reason and Authority in Medieval Islam.
- 6. Ali Asani: Ecstasy and Enlightenment: The Ismaili Devotional Literature of South Asia
- 7. Paul E. Walker: Exploring an Islamic Empire: Fatimid History and its Sources
- 8. Nadia Eboo Jamal: Surviving The Mongols: Nizari Quhistani and the Continuity of Ismaili Tradition in Iran.
- 9. Verena Klemm: Memoirs of a Mission: The Ismaili Scholar, Statesman and Poety, al-Mu’ayyad fi’l-din al-Shirazi.
- 10. Peter Willey: Eagle’s Nest: Ismaili Castles of Iran and Syria
- 11. Sumaiya Hamdani: Between Revolution and State: The Path to Fatimid  Statehood
- 12. Farhad Daftary: Ismailis in Medieval Muslim Societies
- 13. Farhad Daftary: A Modern History of the Ismailis: Continuity and Change in a Muslim Community